# گورستان طایفه ملاها
گورستان طایفه ملاها مربوط به دوره قاجار است و در شهرستان کازرون، بخش کوهمره، دهستان کوهمره، شمال غرب روستای نودان واقع شده و این اثر در تاریخ ۳۰ بهمن ۱۳۸۶ با شمارهٔ ثبت ۲۰۷۹۰ به‌عنوان یکی از آثار ملی ایران به ثبت رسیده است.